# Euan Rabagliatti
Cuthbert Euan Charles Rabagliatti (Bradford, 1 januari 1892 – Cannes, 6 januari 1978) was een Brits militair piloot en coureur. Tijdens de Tweede Wereldoorlog was hij als medewerker van de inlichtingendienst MI6 betrokken bij pogingen contact te leggen met het Nederlandse verzet. Zijn bijnaam was "The Rabbi".
Euan Rabagliatti was een zoon van Andrea Rabagliatti (1843-1930) en Helen McLaren (1851-1934). Zijn grootvader Giacomo Rabagliatti was een Italiaanse politieke vluchteling die in 1821 in Schotland terecht was gekomen.

## Eerste Wereldoorlog
Rabagliatti diende bij de King's Own Yorkshire Light Infantry. Nadat hij zijn vliegbrevet had gehaald, werd hij overgeplaatst naar het Royal Flying Corps. Op 25 augustus 1914 was hij de eerste Brit die een Duits vliegtuig neerschoot.

## Interbellum
In 1930 was Rabagliatti lid van een raceteam dat met drie Talbots meedeed aan de Double Twelve Hour Race op Brooklands. Bij een botsing met een andere auto uit zijn eigen team vielen op 9 mei twee doden, onder wie zijn monteur/bijrijder, en raakte een twintigtal toeschouwers gewond. De derde Talbot werd uit de race teruggetrokken. Rabagliati overleefde het ongeval, dat als de Brooklands Crash bekend zou worden. Hij werd geopereerd en herstelde van zijn verwondingen.

## Tweede Wereldoorlog
Rabagliatti was als beroepsofficier tijdens de Tweede Wereldoorlog bij MI6 verantwoordelijk voor de secties Holland en Denemarken, als opvolger van William Hooper die eind 1940 was vertrokken. Zijn adjudant was Charles Seymour. Aan Nederlandse zijde was François van 't Sant hoofd van de Centrale Inlichtingendienst (CID), tot deze in augustus 1941 werd opgevolgd door reserve-kapitein mr. R. P. J. Derksema. Rabagliatti vond Derksema zo incompetent dat hij weigerde nog langer met de CID samen te werken, tot Derksema in februari 1942 door Mattheus de Bruyne werd vervangen.
Op instigatie van Van 't Sant verleende Rabagliatti intussen medewerking aan een door Bram van der Stok bedacht plan dat de groep-Hazelhoff Roelfzema wilde uitvoeren om een inlichtingennetwerk op te zetten dat contact moest leggen met het verzet in Nederland. Per Britse MGB zouden personen op de Nederlandse kust worden afgezet of afgehaald. Rabagliatti weigerde de door Derksema aangewezen reserve-kapitein Broekman over te zetten omdat deze een politieke opdracht had en geen communicatiemiddelen meenam zodat hij geen informatie terug zou kunnen sturen.
In februari 1942 werden wel Ernst de Jonge en zijn marconist Evert Radema bij Katwijk afgezet, en in maart Jan Emmer en zijn marconist Felix Ortt. De Nederlandse regering was echter niet erg behulpzaam, en De Bruyne trachtte de groep bij de door hem geleide CID onder te brengen. Na een competentiegeschil over de Engelandvaarders Gerard Dogger en Peter Tazelaar, waarbij koningin Wilhelmina zich achter Rabagliatti schaarde en De Bruyne Hazelhoff Roelfzema wegens plichtverzuim voor de krijgsraad wilde dagen, nam De Bruyne in mei 1942 ontslag als hoofd van de CID. Hij bleef echter hoofd van het Bureau Voorbereiding Terugkeer, en de contacten met bezet gebied zouden voortaan via de Britse Special Operations Executive (SOE) verlopen. Hierbij vormde het conflict met Rabagliatti een struikelblok. Eind juni 1942 werd Rabagliatti overgeplaatst naar het Ministry of Information. Als hoofd van de Dutch Section bij MI6 werd hij opgevolgd door zijn adjudant Seymour.
Rabagliatti maakte bij MI6 niet alleen gebruik van de groep-Hazelhoff Roelfzema; eind maart 1942 liet hij Willem Johan Niermeijer in Nederland droppen.
Van 3 tot 10 oktober 1946 was Rabagliatti een van de tien officieren die door de parlementaire enquête commissie (PEC) werden gehoord over hun betrokkenheid bij het Englandspiel. Uitgezocht werd of dit een Duitse of Britse misleidingsactie betrof. Van 't Sant en Rabagliatti hadden het vermoeden dat agenten die in Nederland werden gedropt, in handen vielen van de Duitsers, en vervolgens werden gebruikt om valse inlichtingen te versturen.
Na de oorlog woonde Rabagliatti in San Francisco, waar hij Britse vice-consul was. Later woonde hij in Cannes, waar hij vijf dagen na zijn 86e verjaardag overleed.

## Filmografie
- The Great War (1964), 26-delige Britse televisieserie over de Eerste Wereldoorlog - als zichzelf